# Luxempart
Luxempart S.A. er en luxembourgsk investeringsvirksomhed og holdingselskab. Luxempart har aktiemajoriteten i Foyer (100 %), Audiolux (71 %) og Luxempart-Energie (51 %). De har et joint venture med Indufin (50 %). Desuden er de mindretalsaktionærer i en række selskaber.